# Олиеч, Деннис
Деннис Олиеч (англ. Dennis Oliech; 2 февраля 1985, Найроби, Кения) — кенийский футболист, нападающий. Выступал за национальную сборную Кении.

## Карьера

### Клубная
Начал футбольную карьеру в клубе «Дагоретти Сантос», позже перешёл в «Матаре Юнайтед». В 2003 году его купил катарский клуб «Аль-Араби». В январе 2006 года подписал четырёхлетний контракт с французским «Нантом», клуб отдал за него 2 млн. 700 тыс. евро. В команде не смог полностью проявить весь свой бомбардирский талант, и клуб захотел его отдать в аренду. В 2007 году «Нант» покинул Лигу 1 и отдал в аренду в клуб «Осер», а летом 2008 года руководство «Осера» выкупило его контракт за 1 млн евро. Контракт был подписан сроком до 2011 года.

### В сборной
В 2004 году участвовал в составе сборной Кении в Кубке африканских наций.

## Личная жизнь
Его старший брат Никсон Онуванда является тренером кенийской команды «Дагоретти Сантос».